# Tarik Bouguetaïb
Tarik Bouguetaïb (* 30. April 1981 in Casablanca) ist ein ehemaliger marokkanischer Weit- und Dreispringer.
Beim Weitsprung der Olympischen Spiele 2004 in Athen schied er in der Qualifikation aus.
2005 siegte er im Dreisprung bei den Mittelmeerspielen in Almería und scheiterte bei den Weltmeisterschaften in Helsinki in der Vorrunde. Bei den Spielen der Frankophonie gewann er Gold im Dreisprung und Silber im Weitsprung. 2006 triumphierte er im Dreisprung bei den Afrikameisterschaften in Bambous und wurde Sechster beim Weltcup in Athen. Bei den Weltmeisterschaften 2007 in Osaka kam er im Dreisprung nicht über die erste Runde hinaus.
2008 holte er bei den Afrikameisterschaften in Addis Abeba Bronze im Dreisprung. Beim Dreisprung der Olympischen Spiele in Peking blieb er in der Qualifikation ohne gültigen Versuch; auch im Weitsprung kam er nicht über die Vorrunde hinaus.
Einem achten Platz im Dreisprung bei den Afrikameisterschaften 2010 in Nairobi folgte ein vierter Platz bei den Afrikameisterschaften 2012 in Porto-Novo. In derselben Disziplin gewann er 2013 Bronze bei den Spielen der Frankophonie und wurde 2014 Achter bei den Afrikameisterschaften in Marrakesch.

## Persönliche Bestleistungen
- Weitsprung: 8,22 m, 29. März 2008, Meknès
  - Halle: 7,87 m, 9. Februar 2008, Valencia
- Dreisprung: 17,37 m, 14. Juli 2007, Khémisset (Afrikarekord)
  - Halle: 16,82 m, 24. Februar 2008, Gent (marokkanischer Rekord)